# TCVN 5712
TCVN 5712:1993, est une norme d’informatique vietnamienne publiée en 1993. Elle définit les caractères nécessaires pour l’utilisant du vietnamien en informatique, dont notamment les lettres de l’alphabet vietnamien ou les signes de ponctuation.